# Die harbkesche wilde Baumzucht

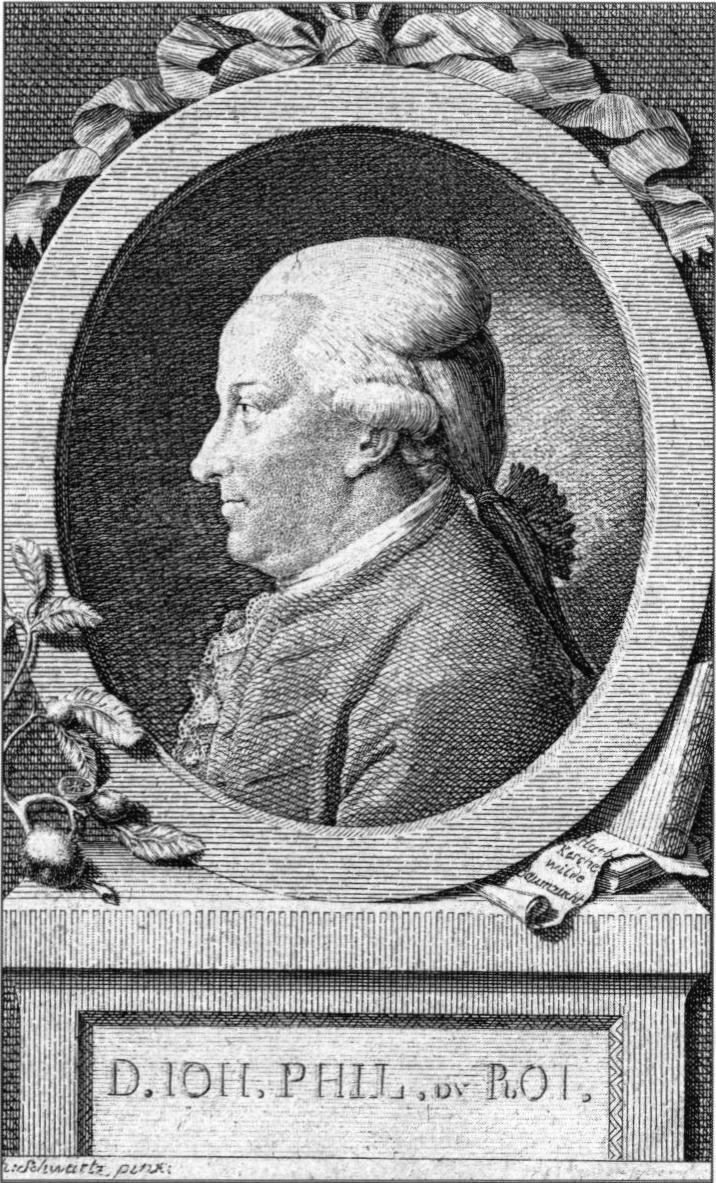
Johann Philipp du Roi

Die harbkesche wilde Baumzucht (abreviado Harbk. Baumz.) es un libro con ilustraciones y descripciones botánicas que fue escrito por el Johann Philipp Du Roi y publicado en dos volúmenes en los años 1771-1772, con el nombre de Die Harbckesche wilde Baumzucht, teils nordamerikanischer und anderer fremder, teils einheimischer Bäume (La cría Harbckesche de árboles silvestres, en algunos países de América del Norte y otros extranjeros, además algunos árboles nativos), 606 pp.